# 渡邉允瑠
渡邉 允瑠（わたなべ みつる、12月10日 - ）は、日本の声優、舞台俳優。東京都出身。EARLY WING所属。

## 略歴
声優になろうと思ったきっかけはアニメが大好きだったことと、舞台活動をしていたことから。
HYPER VOICE2012プロフェッショナルクラス卒業。

## 人物
趣味・特技にはバスケットボール、サバイバルゲーム、CG制作をそれぞれ挙げている。

## 出演

### テレビアニメ
2012年
- しばいぬ子さん（教員）

2016年
- ダンガンロンパ3 -The End of 希望ヶ峰学園-（エージェント）
- クラシカロイド（解体業者）

2017年
- 捏造トラップ-NTR-（客）

2018年
- ぐらんぶる（2018年 - 2025年、東、タンクトップ、トラック運転手、客） - 2シリーズ
- 悪偶 -天才人形-（警官A）
- ソラとウミのアイダ（オーディン）
- ゴブリンスレイヤー（ゴブリン）

2019年
- B-PROJECT〜絶頂*エモーション〜（社員C）
- 胡蝶綺 〜若き信長〜（家臣、村人、小姓）
- 放課後さいころ倶楽部

2020年
- とある科学の超電磁砲T（敵高男子）
- ソマリと森の神様（人狩り）
- ドラえもん（テレビ朝日版第2期）（お客(4)）

2022年
- 錆喰いビスコ（黒スーツ）
- 薔薇王の葬列（民C）
- 乙女ゲー世界はモブに厳しい世界です（選手）
- 農民関連のスキルばっか上げてたら何故か強くなった。（警備兵）

2025年
- Aランクパーティを離脱した俺は、元教え子たちと迷宮深部を目指す。（オルクス、王立学術院の職員、サルムタリアA、船員、冒険者 他）

### 劇場アニメ
- 思い、思われ、ふり、ふられ（2020年）

### ゲーム
2016年
- UPPERS
- ぐるぐる召喚 マジカルギア（キラ、ポセイドン)
- 剣が君 百夜綴り（田一）
- 輝星のリベリオン（関羽、ユピテル）
- ルフランの地下迷宮と魔女ノ旅団

2017年
- ニル・アドミラリの天秤 クロユリ炎陽譚

2018年
- CARAVAN STORIES（キタエットル、ヒーラーゴブリン、カピパラ 他）
- 神獄塔 メアリスケルター2
- ファイトリーグ（スパークジャンキー TIG）
- 竜星のヴァルニール

2019年
- 戦国大河（島津義弘）

2024年
- メタファー：リファンタジオ

### ドラマCD
- 秋山くん -新装版-
- きみは皮肉なキラキラ星

### デジタルコミック
時期不明
- 新宿スワン（佐竹）
- 花にけだもの（役名不明）
- エリートヤンキー三郎（役名不明）

2020年
- 【お詫び】みんなの王子様の童貞は私が美味しくいただきました。（新堂）

2021年
- ここほれ墓穴ちゃん（西山さん（来店客））
- 蜜蜂ライアー（夜道で出会った男性）
- ハジメテノサツジン（繭のお父さん）
- 抱かれた棘と甘い吐息（悪漢A）
- 極道ジュリエット（信号待ちするお爺さん）
- 咲ちゃんは淫魔の子（合掌）（役名不明）

2022年
- 虐げられ令嬢とケガレ公爵～そのケガレ、払ってみせます！～（父、門番、執事）
- 契約婚でも愛は芽生えますか？（紫之宮聡）

### 吹き替え

#### 映画
- 新約聖書 〜イエスと二人のマリア〜（イタリア語版）（ヤコブ、下僕）

#### ドラマ
- 王は愛する（ソン・バンヨン〈チェ・ジョンファン〉）
- ロア〜奇妙な伝説〜（英語版）

#### アニメ
- 神々の山嶺（2022年、トシロー[30]）

### 舞台
- 劇団フーダニット第10回公演「ホロー荘の殺人」（2010年7月） - 警部 役
- 劇団フーダニット第11回公演「リハーサル・フォー・マーダー」（2011年7月29日 - 31日、タワーホール船堀） - アレックス・デニソン 役

### シリーズ一覧
1. ↑  Season 1（2018年）、Season 2（2025年）